# Веритас (стадион)
Веритас (фин. Veritas Stadion) — футбольный стадион, расположенный в городе Турку (Финляндия). Построен в преддверии Летних Олимпийских игр 1952 года. Является домашней ареной ведущих клубов города — «Интера» и ТПС. Общая вместимость стадиона составляет 9 372 зрителя.

## История
Первые футбольные тренировки в парке Купиттаа проходили ещё в 1890 году, а в конце того же десятилетия Август Бломберг, учитель гимнастики из Турку, начал организовывать футбольные матчи. Его именем названа площадь, на краю которой находится современный футбольный стадион. Сам стадион изначально назывался «Купиттаан», но когда в 2003 году была построена новая главная трибуна, он получил своё нынешнее название.
Только что построенный «Купиттаан» стал одной из арен олимпийского футбольного турнира в Хельсинки. Здесь были сыграны два матча первого раунда и два матча второго раунда. Все игры собрали достаточно большую публику: от 8 000 зрителей в матче Дания — Польша до 16 000 в игре Бразилия — Нидерланды.
В начале чемпионата 2006 года трава на стадионе была в очень плохом состоянии. Причиной плохого состояния стал плотный слой глины, образовавшийся между поверхностью и системой отопления, который не позволял системе работать. Однако на плохом глиняном поле игры пришлось продолжить до летнего перерыва, когда были предприняты масштабные ремонтные работы. С поверхности поля был снят слой глины в несколько сантиметров, чтобы обеспечить работу обогрева перед установкой новой переносной травы и ростового слоя. Цена операции составила около 70 000 евро. Остаток сезона в Турку прошел на траве хорошего качества.
До 2014 года ТПС проводил матчи чемпионата Финляндии на «Веритасе». Однако впоследствии он переехал на другое поле из-за финансовых трудностей, возникших в 2015 году. ТПС вернулся сюда в 2017 году.